# 宋正海
宋正海（1938年—），男，浙江海宁人，中國地学史学家，中国科学院自然科学史研究所研究員。

## 生平
1938年出生于浙江海宁。1964年畢業於北京大学地质地理系。後被分配至中国科学院自然科学史研究所工作。1998年退休。曾擔任過中国科学技术史学会理事、《自然科学史研究》杂志编委。1990年创办「天地生人学术讲座」。
2006年11月，宋正海發起《不要让‘伪科学’一词成为灭亡传统文化的借口》的簽名活動，獲得150名學者的簽名支持，其主張應將「伪科学」一詞從《科普法》中剔除；何祚庥、方舟子等人對該活動表示反對，兩方在網路、媒體上發生了論戰。